# Cecropia subintegra
Cecropia subintegra är en nässelväxtart som beskrevs av José Cuatrecasas. Cecropia subintegra ingår i släktet Cecropia och familjen nässelväxter. Inga underarter finns listade i Catalogue of Life.